# Muti - The Ritual Killer
Muti - The Ritual Killer è un film del 2023 diretto da George Gallo e Francesco Cinquemani interpretato, tra gli altri, da Morgan Freeman. È uscito negli Stati Uniti il 10 marzo 2023 e in Italia l'11 maggio 2023.

## Trama
A Roma, l'ispettore di polizia Mario Lavazzi trova il cadavere di una donna brutalmente assassinata; la scena del crimine sembra identificare un rituale sacrificale. Presto Lavazzi e la sua squadra identificano l'assassino, di nome Randoku, ma dopo un lungo inseguimento per le strade della Capitale, Randoku riesce a fuggire, uccidendo e ferendo alcuni membri della squadra di Lavazzi. Il giorno seguente, Randoku si incontra con Shelby Farner, un ricco uomo d'affari sudafricano, che intende ingaggiarlo per i suoi "servizi". Randoku, si reca in America per compiere tale lavoro.
A Jackson, in Mississippi, il detective Lucas Boyd e la sua partner Maria Kersch riescono a catturare un pedofilo che aveva rapito una ragazzina. Mentre Maria porta via la ragazza, Boyd spara al pedofilo a sangue freddo e in seguito mente ai suoi capi e dice che è stato un atto di legittima difesa. In un flashback viene rivelato il passato di Boyd: anni prima sua figlia era morta annegata in un laghetto; la moglie di Boyd, ritenendo il marito colpevole per essersi addormentato invece di controllare la figlia, si era suicidata.
Il giorno dopo la polizia trova i cadaveri di due bambini uccisi e mutilati, ai quali sono stati asportati occhi e genitali. Sulla scena del crimine, Boyd e i suoi colleghi trovano diversi strani indizi: polvere d'oro, erbe antiche e quelli che sembravano simboli di una lingua africana. Tutto ciò indica che non hanno a che fare con un normale serial killer.
Rendendosi conto che ha bisogno di aiuto per comprendere tutto ciò che ha visto sulla scena del crimine, Boyd decide di chiedere aiuto al dottor Mackles, insegnante di culture africane all'università. 
Sulla scena del crimine, Mackles deduce che l'assassino è un Sangoma, che sta praticando il Muti: un antico rituale africano che nasce come forma di medicina; tuttavia, alcuni Sangoma come Randoku lo userebbero per acquisire potere. Mackels spiega a Boyd che i Sangoma compiono il rituale per preparare una pozione fatta con gli organi asportati e alcuni elementi (come erbe o polvere d'oro) allo scopo di conferire potere al Sangoma o a dei suoi clienti; afferma infatti che al mondo ci sono persone che pagano per farsi fare questo rituale allo scopo di ottenere potere, ricchezza e successo. Ciascun organo conferisce a chi lo utilizza un certo tipo di potere (i genitali per la buona fortuna e la virilità, gli occhi per la lungimiranza, il cervello per l'intelligenza e il potere politico, ecc.); questo darà a chiunque il potere che desidera. Mackles afferma inoltre che la rimozione degli organi delle vittime avviene mentre sono ancora vive e coscienti, poiché si ritiene che la loro sofferenza e le loro urla garantiscano maggior efficacia al potere del Muti. 
Dopo che Farner chiede a Randoku di uccidere una donna intelligente che abbia anche degli occhi bellissimi, Randoku cerca di rapire una donna con quella descrizione in un bar ma è costretto a scappare per l'arrivo della polizia. Boyd e Maria riescono a trovare il nascondiglio di Randoku in un edificio abbandonato, ma ancora una volta il Sangoma riesce a fuggire, uccidendo alcuni agenti e tagliando la gola a Maria, che viene portata d'urgenza all'ospedale.
Dopo un po', Randoku rapisce un'altra ragazza che corrisponde alla descrizione che Farner gli ha dato. Tuttavia, Boyd e Mackles riescono a scoprire dove i due l'hanno nascosta e vanno a salvarla. Nonostante Boyd venga neutralizzato, Mackles uccide Farner e pugnala Randoku, che si dà alla fuga. Quando la S.W.A.T arriva, Mackles è sparito e Boyd è insieme alla ragazza, sana e salva. Quando Boyd va a trovare Maria in ospedale scopre dal medico di turno che Maria non è più in pericolo di vita e che se la caverà. Il medico lo informa che un uomo, che corrisponde alla descrizione di Mackles, è venuto a trovare Maria e ha pregato per lei per diverso tempo, pronunciando anche la parola Muti.
Qualche giorno dopo, sia Lavazzi che Boyd ricevono un pacco anonimo. Quando Boyd apre il suo pacco trova un biglietto lasciato da Mackles che dice "L'ho ucciso". All'interno, Boyd trova i bulbi oculari di Randoku, che si costringe a mangiare per acquisire il potere della lungimiranza, come gli aveva spiegato Mackles: segno che ora anche Boyd crede al potere del Muti.

## Produzione
Nell'agosto 2021, è stato riferito che George Gallo avrebbe diretto il film thriller d'azione Muti. La sceneggiatura è stata scritta da Bob Bowersox, Jennifer Lemmon, Francesco Cinquemani, Giorgia Iannone, Luca Giliberto e Ferdinando Dell'Omo, basata su una storia di Joe Lemmon, Cinquemani e Iannone. Cole Hauser, Morgan Freeman, Peter Stormare e Vernon Davis sono stati annunciati come parte del cast. Le riprese iniziarono quello stesso mese a Jackson, Mississippi, con Murielle Hilaire e Julie Lott che si unirono al cast. Ulteriori riprese si sono svolte a Roma , in Italia. 

## Distribuzione
Nel settembre 2021, Redbox Entertainment ha acquisito i diritti di distribuzione del film negli Stati Uniti e in Canada. Nel febbraio 2023 è uscito il trailer del film, rivelando il suo nuovo titolo, Muti-The Ritual Killer. È stato distribuito da Screen Media nelle sale, su richiesta e come esclusiva DVD e Blu-Ray Redbox il 10 marzo 2023 .

## Accoglienza

### Critica
Sul sito aggregatore di recensioni Rotten Tomatoes , il 9% delle 11 recensioni della critica sono positive, con una valutazione media di 2,90/10.